# Tillmann Buttschardt
Tillmann K. Buttschardt (* 1966 in Biberach an der Riß) ist ein deutscher Geoökologe und Professor am Lehrstuhl für „Angewandte Landschaftsökologie und Raumplanung“ an der Westfälischen Wilhelms-Universität in Münster.

## Leben
Buttschardt studierte Geoökologie  an  der Universität Karlsruhe, wo er 2000 mit dem stadtökologischen Thema Extensive Dachbegrünungen und Naturschutz bei Manfred Meurer am Institut für Geographie und Geoökologie der Universität Karlsruhe promovierte.
Er begann seine akademische Karriere an der Universität Karlsruhe. Ab dem Wintersemester 2007/08 war er als Dozent und seit April 2008 als Professor für Landschaftskunde lehrte er an der Hochschule für nachhaltige Entwicklung Eberswalde (FH) bis 2008. Er forscht und lehrt heute auf der Professur für angewandte Landschaftsökologie und Raumplanung an der Westfälischen Wilhelms-Universität in Münster. Er ist Leiter des Instituts für Landschaftsökologie und Stellvertretendes Mitglied des Senats der WWU.

## Forschung und Lehre
Seine wissenschaftlichen Schwerpunkte sind die Stadtökologie, sowie die Raum- und Umweltplanung, dabei insbesondere die wissenschaftliche Analyse von Dachbegrünungen. Weiterhin gilt Buttschardt als einer der wenigen deutschsprachigen Experten für Benin und Burkina Faso.
Schwerpunkte seiner Arbeitsgruppe sind:
- Integriertes Natur-Ressourcen-Management
- Landschaftsveränderungen und deren Erfassung
- Modellierung von Landschaften
- Transformative Ansätze in der Landschaftsökologie[2]